# SonntagsBlick
Der SonntagsBlick ist eine deutschsprachige Schweizer Sonntagszeitung, die wie die Boulevard-Tageszeitung Blick vom Ringier-Verlag herausgegeben wird. Sie erscheint seit 1969. Der Sitz ist in Zürich.

## Auflage und Erscheinen
Der SonntagsBlick hat eine WEMF-beglaubigte Auflage von 90'311 verkauften bzw. 91'255 verbreiteten Exemplaren. Unterdessen sank die Reichweite weiter auf rund 325'000 (WEMF Mach Basic 2023-1).
Wie alle gedruckten Zeitungen muss der SonntagsBlick seit einigen Jahren eine stark sinkende Auflage hinnehmen. Die verkaufte Auflage fiel seit 2008 um 114'133 von 261'188 auf 148'055 Exemplare, das sind 43,53 %.

Entwicklung der verkauften Auflage nach WEMF-Auflagebulletins (s. Details 2008 und 2018)
Der SonntagsBlick erscheint zusätzlich mit dem «Magazin», das als Lifestyle-Magazin zu verstehen ist.
Die Zeitung wurde vom 1. November 2013 bis 30. April 2016 von Christine Maier als Chefredaktorin geleitet, die danach im Verlag neue Projekte im Bereich Video und TV übernommen hat. Bis August 2016 leitete Philippe Pfister als stellvertretender Chefredaktor die Zeitung, nach seinem Abgang zum Zofinger Tagblatt übernahm Katia Murmann die Leitung interimistisch, 2017 bis 2023 war Gieri Cavelty Chefredaktor, seither Reza Rafi. Er ist dem Chefredaktor der Blick-Gruppe, Christian Dorer, unterstellt.
Konkurrenten sind die NZZ am Sonntag, die SonntagsZeitung und die Zentralschweiz am Sonntag. Die Ostschweiz am Sonntag erscheint seit November 2017 nur noch digital.

## Borer-Affäre
Für Aufsehen sorgte der SonntagsBlick an Ostern im März 2002, als er über eine angebliche Affäre des Schweizer Botschafters in Berlin, Thomas Borer, mit der 34-jährigen Visagistin Djamila Rowe berichtete, die sich in den Räumen der Botschaft abgespielt haben sollte («Borer und die nackte Frau. Was geschah in der Botschaft?»), die sich nachträglich aber als frei erfunden herausstellte. Rowe hatte für die Schilderung der Sexaffäre vom SonntagsBlick ein Honorar von 10'000 Euro (ca. 15'000 Franken) erhalten,  was der Schweizer Presserat als «unlautere Methode der Informationsbeschaffung» bezeichnete. Rowe widerrief ihre Aussage im Juli 2002 in einer eidesstattlichen Versicherung.
Einer drohenden Abberufung kam Borer durch seine Kündigung auf den 1. Mai 2002 zuvor. Der Chefredaktor des SonntagsBlicks, Mathias Nolte, trat nach der Aufdeckung des Schwindels im Juli 2002 zurück. Borer drohte Ringier mit einer Klage in den USA, der Heimat seiner Frau. Der Verleger des Verlags, Michael Ringier, entschuldigte sich darauf auf der Titelseite des Blicks, der die Geschichte des SonntagsBlicks nachgezogen hatte, mit den grösstmöglichen Buchstaben Entschuldigung! und bezahlte Borer eine Genugtuung von über einer Million Schweizer Franken. Auch den Verlag der Zeitschrift Super-Illu musste er in einem Vergleich entschädigen, da sich die Berliner Korrespondentin des SonntagsBlicks, Alexandra Würzbach, widerrechtlich Nacktphotos von Rowe aus dem Archiv der Super-Illu beschafft und der SonntagsBlick diese abgedruckt hatte.  Auch sie verliess in der Folge der Affäre die Zeitung.